# Veerapandianpattinam Town
Veerapandianpattinam Town es una ciudad censal situada en el distrito de Thoothukudi en el estado de Tamil Nadu (India). Su población es de 6015 habitantes (2011). Se encuentra a 33 km de Thoothukudi y a 57 km de Tirunelveli.

## Demografía
Según el censo de 2011 la población de Veerapandianpattinam Town era de 6015 habitantes, de los cuales 2970 eran hombres y 3045 eran mujeres. Veerapandianpattinam Town tiene una tasa media de alfabetización del 91,21%, superior a la media estatal del 80,09%: la alfabetización masculina es del 91,75%, y la alfabetización femenina del 90,69%.